# Premiul Bram Stoker pentru cel mai bun roman
Premiul Bram Stoker pentru cel mai bun roman (Bram Stoker Award for Novel) este un premiu anual acordat de Horror Writers Association (HWA) pentru cel mai bun roman de fantezie întunecată și literatură de groază.

## Câștigători și nominalizări
Următoarea este o listă de câștigători și nominalizări ale premiului Bram Stoker pentru cel mai bun roman.
- 1987: Misery de Stephen King (împărțit)
- 1987: Swan Song de Robert R. McCammon (împărțit)
  - Live Girls de Ray Garton
  - Unassigned Territory de Kem Nunn
  - Ash Wednesday de Chet Williamson
- 1988: The Silence of the Lambs de Thomas Harris
  - Stinger de Robert R. McCammon
  - Black Wind de F. Paul Wilson
  - The Drive-In de Joe R. Lansdale
  - The Queen of the Damned de Anne Rice
  - Flesh de Richard Laymon
- 1989: Carrion Comfort de Dan Simmons
  - Geek Love de Katherine Dunn
  - In a Dark Dream de Charles L. Grant
  - Midnight de Dean R. Koontz
  - The Wolf's Hour de Robert R. McCammon
- 1990: Mine de Robert R. McCammon
  - Funland de Richard Laymon
  - Reign de Chet Williamson
  - Savage Season de Joe R. Lansdale
- 1991: Boy's Life de Robert R. McCammon
  - The M.D. de Thomas M. Disch
  - Needful Things de Stephen King
  - The Dark Tower III: The Waste Lands de Stephen King
  - Summer of Night de Dan Simmons
- 1992: Blood of the Lamb de Thomas F. Monteleone
  - Homecoming de Matthew Costello
  - Deathgrip de Brian Hodge
  - Hideaway de Dean R. Koontz
  - Children of the Night de Dan Simmons
- 1993: The Throat de Peter Straub
  - Anno Dracula de Kim Newman
  - Blackburn de Bradley Denton
  - Drawing Blood de Poppy Z. Brite
  - The Summoning de Bentley Little
- 1994: Dead in the Water de Nancy Holder
  - The Alienist de Caleb Carr
  - From the Teeth of Angels de Jonathan Carroll
  - Insomnia de Stephen King
  - The Butcher Boy de Patrick McCabe
- 1995: Zombie de Joyce Carol Oates
  - Widow de Billie Sue Mosiman
  - Deadrush de Yvonne Navarro
  - Bone Music de Alan Rodgers
- 1996: The Green Mile de Stephen King
  - Exquisite Corpse de Poppy Z. Brite
  - Crota de Owl Goingback
  - The Hellfire Club de Peter Straub
- 1997: Children of the Dusk de Janet Berliner & George Guthridge
  - The Church of Dead Girls de Stephen Dobyns
  - My Soul to Keep de Tananarive Due
  - Earthquake Weather de Tim Powers
- 1998: Bag of Bones de Stephen King
  - Fear Nothing de Dean Koontz
  - Darker Angels de S.P. Somtow
  - Fog Heart de Thomas Tessier
- 1999: Mr. X de Peter Straub
  - Darker than Night de Owl Goingback
  - Hannibal de Thomas Harris
  - Low Men in Yellow Coats de Stephen King
  - Hexes de Tom Piccirilli
- 2000: The Traveling Vampire Show de Richard Laymon
  - The Indifference of Heaven de Gary A. Braunbeck
  - Silent Children de Ramsey Campbell
  - The Licking Valley Coon Hunters Club de Brian A. Hopkins
  - The Deceased de Tom Piccirilli
- 2001: American Gods de Neil Gaiman
  - From the Dust Returned de Ray Bradbury
  - The Lost de Jack Ketchum
  - Black House de Stephen King & Peter Straub
- 2002: The Night Class de Tom Piccirilli
  - The Hour Before Dark de Douglas Clegg
  - From a Buick 8 de Stephen King
  - Lullaby de Chuck Palahniuk
  - The Lovely Bones de Alice Sebold
- 2003: Lost Boy, Lost Girl de Peter Straub
  - The Dark Tower V: Wolves of the Calla de Stephen King
  - Serenity Falls de James A. Moore
  - The Night Country de Stewart O'Nan
  - A Choir of Ill Children de Tom Piccirilli
- 2004: In the Night Room de Peter Straub
  - The Wind Caller de P. D Cacek
  - The Dark Tower VII: The Dark Tower de Stephen King
  - Deep in the Darkness de Michael Laimo
- 2005: Creepers de David Morrell (împărțit)
- 2005: Dread in the Beast de Charlee Jacob (împărțit)
  - Keepers de Gary A. Braunbeck
  - November Mourns de Tom Piccirilli
- 2006: Lisey's Story de Stephen King
  - Headstone City de Tom Piccirilli
  - Ghost Road Blues de Jonathan Maberry
  - Pressure de Jeff Strand
  - Prodigal Blues de Gary A. Braunbeck
- 2007: The Missing de Sarah Langan
  - The Guardener's Tale de Bruce Boston
  - Heart-Shaped Box de Joe Hill
  - The Witch's Trinity de Erika Mailman
  - The Terror de Dan Simmons
- 2008: Duma Key de Stephen King
  - Coffin County de Gary Braunbeck
  - The Reach de Nate Kenyon
  - Johnny Gruesome de Gregory Lamberson
- 2009: Audrey's Door de Sarah Langan
  - Patient Zero de Jonathan Maberry
  - Quarantined de Joe McKinney
  - Cursed de Jeremy Shipp
- 2010: A Dark Matter de Peter Straub
  - Horns de Joe Hill
  - Rot and Ruin de Jonathan Maberry
  - Dead Love de Linda Watanabe McFerrin
  - Apocalypse of the Dead de Joe McKinney
  - Dweller de Jeff Strand
- 2011: Flesh Eaters de Joe McKinney
  - A Matrix Of Angels de Christopher Conlon
  - Cosmic Forces de Greg Lamberson
  - Floating Staircase de Ronald Malfi
  - Not Fade Away de Gene O'Neill
  - The German de Lee Thomas
- 2012: The Drowning Girl de Caitlin R. Kiernan
  - Bottled Abyss de Benjamin Kane Ethridge
  - Nightwhere de John Everson
  - Inheritance de Joe Mckinney
  - The Haunted de Bentley Little
- 2013: Doctor Sleep de Stephen King
  - NOS4A2 de Joe Hill
  - Malediction de Lisa Morton
  - A Necessary End de Sarah Pinborough and F. Paul Wilson
  - The Heavens Rise de Christopher Rice
- 2014: Blood Kin de Steve Rasnic Tem
  - Suffer the Children de Craig DiLouie
  - Jade Sky de Patrick Freivald
  - Beautiful You de Chuck Palahniuk
  - The Vines de Christopher Rice
- 2015: A Head Full of Ghosts de Paul Tremblay[3]
  - The Scarlet Gospels de Clive Barker
  - The Deep de Michaelbrent Collings
  - The Cure de JG Faherty
  - Black Tide de Patrick Freivald
- 2016: The Fisherman de John Langan[4]
  - Hard Light: A Cass Neary Crime Novel de Elizabeth Hand
  - Mongrels de Stephen Graham Jones
  - Stranded: A Novel de Bracken MacLeod
  - Disappearance at Devil's Rock de Paul Tremblay

## Multipli câștigători
- Stephen King (6)
- Peter Straub (5)
- Robert R. McCammon (3)
- Sarah Langan (2)

## Multipli nominalizări
† semnul indică că scriitorul a și câștigat premiul  
- Stephen King (8)
- Tom Piccirilli (5)†
- Gary A. Braunbeck (4)
- Joe Hill (3)
- Dean R. Koontz (3)
- Jonathan Maberry (3)
- Joe McKinney (3)†
- Dan Simmons (3)†
- Poppy Z. Brite (2)
- Patrick Freivald (2)
- Owl Goingback (2)
- Thomas Harris (2)†
- Gregory Lamberson (2)
- Joe R. Lansdale (2)
- Richard Laymon (2)†
- Bentley Little (2)
- Robert R. McCammon (2)
- Chuck Palahniuk (2)
- Christopher Rice (2)
- Peter Straub (2)
- Paul Tremblay (2)†
- Chet Williamson (2)
- F. Paul Wilson (2)